# Middlesbrough FC
Middlesbrough FC, ook wel bekend als Boro, is een Engelse voetbalclub, opgericht in 1876. De thuisbasis is het Riverside Stadium in Middlesbrough.

## Recente geschiedenis
Middlesbrough kon in het seizoen 1996/97 geschiedenis schrijven toen de club wist door te dringen tot de finale van de FA Cup. Boro, een van de oudste voetbalclubs in Engeland, won sinds de oprichting nooit een beker of titel van belang, maar kon een dramatisch seizoen alsnog van een happy end voorzien. Middlesbrough had ruim 80 miljoen gulden in spelers als Juninho, Fabrizio Ravanelli, Emerson, Gianluca Festa en Mikkel Beck gestoken, maar kon onder leiding van trainer-coach Bryan Robson nooit een rol van betekenis spelen in de Premier League. Integendeel zelfs: Middlesbrough belandde al vroeg in het seizoen in de degradatiezone, waar de ploeg een wanhopige strijd voerde en op de laatste speeldag, na een 1-1-gelijkspel bij Leeds United, ten onder ging.
De beker ging echter voor de tweede keer in de clubgeschiedenis naar Chelsea, dat onder leiding stond van trainer-coach Ruud Gullit en op zaterdag 17 mei 1997 in het (oude) Wembley Stadium in Londen met 2-0 won van Middlesbrough door goals van Roberto Di Matteo en Eddie Newton. Middlesbrough had in de halve finales twee wedstrijden nodig gehad om derde divisionist Chesterfield te verslaan. Op de valreep kwam Boro in de eerste wedstrijd op Old Trafford op gelijke hoogte met Chesterfield (3-3) om het karwei daarna in het tweede duel af te maken: 3-0. Middlesbrough keerde na één seizoen alweer terug op het hoogste niveau in Engeland.
In het seizoen 2002/03 dreigde de club een triest record in handen te krijgen, nadat het elftal met daarin onder anderen de Nederlandse middenvelder George Boateng al acht uitduels op rij niet meer had gescoord. De doelpuntloze periode bedroeg al ruim 12,5 uur aan de vooravond van de uitwedstrijd tegen Liverpool FC op 8 februari 2003. De opdracht was om binnen 56 minuten te scoren. Zo niet, dan zou het record overnemen van Sheffield United. Die club bleef tussen 18 oktober 1993 en 3 januari 1994 in acht uitwedstrijden 807 minuten zonder uitdoelpunten. Een treffer van Geremi in de 38ste minuut tegen Liverpool (1-1) voorkwam dat Boro de boeken inging met een triest record. Men sloot de competitie af als elfde.
Middlesbrough speelde voor de Tweede Wereldoorlog steevast in de Premier League en in de decennia erna bivakkeerde het tussen de twee hoogste klassen in. Vanaf midden jaren negentig speelde het weer in de hoogste klasse en tot aan 2004 won Middlesbrough nog nooit een prestigieuze prijs. In de finale van de League Cup werd Bolton Wanderers verslagen en zo mocht Middlesbrough in het nieuwe seizoen voor het eerst in zijn geschiedenis deelnemen aan Europees voetbal.
Via een zevende plek in de competitie plaatste Middlesbrough zich voor de UEFA Cup voor het komende seizoen. Die zevende plek was de beste naoorlogse prestatie tot dan toe. Niet alleen in de competitie ging het voortvarend, dankzij de een jaar eerder gewonnen League Cup mocht Middlesbrough zogezegd meedoen aan de UEFA Cup en bereikte hierin tot grote verrassing de finale. In de knock-out fase schakelde het achtereenvolgend VfB Stuttgart, AS Roma, FC Basel en Steaua Boekarest⁣, maar werd in de finale met ruime cijfers verslagen door Sevilla. Met Michael Reiziger, George Boateng, Boudewijn Zenden en sterspeler Jimmy Floyd Hasselbaink speelden er vier Nederlanders bij Middlesbrough. Laatstgenoemde werd clubtopscorer.
In het seizoen 2005/06 eindigde Middlesbrough slechts als veertiende en plaatste het zich niet voor Europees voetbal. Daarnaast werd Middlesbrough het slachtoffer van de grootste nederlaag van het seizoen: uit werd er met 7-0 van Arsenal verloren.
Trainer Steve McClaren werd na dit seizoen trainer van de nationale ploeg en oud-aanvoerder Gareth Southgate werd benoemd tot zijn opvolger. Onder hem eindigde Middlesbrough als twaalfde.
In 2008 eindigde Middlesbrough als dertiende. In de wintermaanden ging het slecht en het stond zelfs even op een degradatieplaats. De laatste competitiewedstrijd won men met liefs 8-1 van Manchester City.
Het seizoen daarna was een regelrecht rampenjaar voor de club. Aangetrokken spelers functioneerden niet en met een op een-na-laatste plaats degradeerde het naar de Championship. Na de dertiende speelronde won het nog maar twee wedstrijden.
In het jaar dat volgde, kwam Middlesbrough niet verder dan een elfde plaats. Ondertussen vertrok trainer Southgate. Ook in 2011 kwam Middlesbrough er niet aan te pas en eindigde het twaalfde. In het jaar erop plaatsten zij zich net niet voor de play-offs door als zevende te eindigen. Nadien eindigde het als zestiende en twaalfde.
Na vijf grijze jaren werd er in 2015 toch weer eens een goed seizoen afgesloten. Men eindigde als vierde en werd pas in de finale uitgeschakeld door Norwich City.
In 2016 promoveerde de club weer naar de hoogste klasse. In een strijd om twee promotie tickets met Burnley en Brighton & Hove Albion trok na Burnley Middlesbrough aan het langste eind. Voorafgaand aan de laatste speelronde stonden Middlesbrough en Brighton & Hove Albion met 88 punten op een gedeelde tweede plaats en in een onderlinge confrontatie moest men bepalen wie het tweede ticket pakte. Uiteindelijk had Middlesbrough aan een gelijkspel in eigen huis genoeg om na zeven jaar weer in de Premier League uit te mogen komen.
Het verblijf van Middlesbrough in de hoogste afdeling bleef beperkt tot één seizoen. De ploeg, die in de zomer van 2016 onder anderen de Nederlandse middenvelder Marten de Roon had ingelijfd, verloor op maandag 8 mei 2017 met 3-0 bij de latere kampioen Chelsea. Boro, onder leiding van interim-trainer Steve Agnew, keerde daardoor weer terug naar het Championship. Eerder degradeerde Sunderland al. Later blies ook Hull City de aftocht.
Als een verrassing kwam de degradatie niet. Op 16 maart hadden Middlesbrough en trainer-coach Aitor Karanka al besloten "in onderling overleg" niet samen verder te gaan. De gepromoveerde club bezette op dat moment de negentiende en voorlaatste plaats in de Premier League. De Spanjaard was in november 2013 zonder noemenswaardige ervaring aangesteld als manager van Boro en had de club in 2016 teruggebracht naar de hoogste afdeling.
Middlesbrough nam op 23 december 2017 afscheid nam van trainer Garry Monk, ondanks een 1-2 overwinning op Sheffield Wednesday. Monk was sinds de zomer werkzaam bij de nummer negen van de Championship. Zijn taken zouden tijdelijk worden overgenomen door assistent Craig Liddle, maar de clubleiding stelde al snel de bij West Bromwich Albion ontslagen Tony Pulis aan als definitieve opvolger.
In 2025 nam Middlesbrough FC Sontje Hansen voor miljoenen over van de Nederlandse eredivisieclub N.E.C..

## Erelijst
- League Cup

2004

## Overzichtslijsten

### Eindklasseringen vanaf 1946/47
- 1947 11e
First Division
- 1948 16e
First Division
- 1949 19e
First Division
- 1950 9e
First Division
- 1951 6e
First Division
- 1952 18e
First Division
- 1953 13e
First Division
- 1954 21e
First Division
- 1955 12e
Second Division
- 1956 14e
Second Division
- 1957 6e
Second Division
- 1958 7e
Second Division
- 1959 13e
Second Division
- 1960 5e
Second Division
- 1961 5e
Second Division
- 1962 12e
Second Division
- 1963 4e
Second Division
- 1964 10e
Second Division
- 1965 17e
Second Division
- 1966 21e
Second Division
- 1967 2e
Third Division
- 1968 6e
Second Division
- 1969 4e
Second Division
- 1970 4e
Second Division
- 1971 7e
Second Division
- 1972 9e
Second Division
- 1973 4e
Second Division
- 1974 1e
Second Division
- 1975 7e
First Division
- 1976 13e
First Division
- 1977 12e
First Division
- 1978 14e
First Division
- 1979 12e
First Division
- 1980 9e
First Division
- 1981 14e
First Division
- 1982 22e
First Division
- 1983 16e
Second Division
- 1984 17e
Second Division
- 1985 19e
Second Division
- 1986 21e
Second Division
- 1987 2e
Third Division
- 1988 3e
Second Division
- 1989 18e
First Division
- 1990 21e
Second Division
- 1991 7e
Second Division
- 1992 2e
Second Division
- 1993 21e
Premier League
- 1994 9e
First Division
- 1995 1e
First Division
- 1996 12e
Premier League
- 1997 19e
Premier League
- 1998 2e
First Division
- 1999 9e
Premier League
- 2000 12e
Premier League
- 2001 14e
Premier League
- 2002 12e
Premier League
- 2003 11e
Premier League
- 2004 11e
Premier League
- 2005 7e
Premier League
- 2006 14e
Premier League
- 2007 12e
Premier League
- 2008 13e
Premier League
- 2009 19e
Premier League
- 2010 11e
Championship
- 2011 12e
Championship
- 2012 7e
Championship
- 2013 16e
Championship
- 2014 12e
Championship
- 2015 4e
Championship
- 2016 2e
Championship
- 2017 19e
Premier League
- 2018 5e
Championship
- 2019 7e
Championship
- 2020 17e
Championship
- 2021 10e
Championship
- 2022 7e
Championship
- 2023 4e
Championship
- 2024 8e
Championship
- 2025 10e
Championship

- First Division
- Second Division
- Third Division
- Premier League
- Championship

ⓘ In 1992 invoering van de Premier League en opheffing van de Fourth Division; in 2004 opheffing van de First, Second en Third Division.

### Seizoensresultaten vanaf 2000
| Seizoen | Competitie       | Niveau | Eindstand | Tsch   | FA Cup       | Uitgeschakeld door:                | Opmerking                                                     |
| ------- | ---------------- | ------ | --------- | ------ | ------------ | ---------------------------------- | ------------------------------------------------------------- |
| 1999/00 | Premier League   | I      | 12        | 33.393 | 3e ronde     | Wrexham AFC: 1-2 (U)               |                                                               |
| 2000/01 | Premier League   | I      | 14        | 30.747 | 4e ronde R   | Wimbledon FC: 1-3 n.v. (U)         |                                                               |
| 2001/02 | Premier League   | I      | 12        | 28.459 | halve finale | Arsenal FC: 0-1                    |                                                               |
| 2002/03 | Premier League   | I      | 11        | 31.025 | 3e ronde     | Chelsea FC: 0-1 (U)                |                                                               |
| 2003/04 | Premier League   | I      | 11        | 30.977 | 4e ronde     | Arsenal FC: 1-4 (U)                |                                                               |
| 2004/05 | Premier League   | I      | 7         | 32.012 | 4e ronde     | Manchester United FC: 0-3 (U)      |                                                               |
| 2005/06 | Premier League   | I      | 14        | 28.463 | halve finale | West Ham United FC: 0-1            |                                                               |
| 2006/07 | Premier League   | I      | 12        | 27.730 | kwartfinale  | Manchester United FC: 0-1 (U)      |                                                               |
| 2007/08 | Premier League   | I      | 13        | 26.708 | kwartfinale  | Cardiff City FC: 0-2 (T)           |                                                               |
| 2008/09 | Premier League   | I      | 19        | 28.429 | kwartfinale  | Everton FC: 1-2 (U)                |                                                               |
| 2009/10 | EFL Championship | II     | 11        | 19.948 | 3e ronde     | Manchester City FC: 0-1 (T)        |                                                               |
| 2010/11 | EFL Championship | II     | 12        | 16.269 | 3e ronde     | Burton Albion FC: 1-2 (U)          |                                                               |
| 2011/12 | EFL Championship | II     | 7         | 17.558 | 4e ronde R   | Sunderland AFC: 1-2 n.v. (T)       |                                                               |
| 2012/13 | EFL Championship | II     | 16        | 16.794 | 8e finale    | Chelsea FC: 0-2 (T)                |                                                               |
| 2013/14 | EFL Championship | II     | 12        | 15.748 | 3e ronde     | Hull City AFC: 0-2 (T)             |                                                               |
| 2014/15 | EFL Championship | II     | 4         | 19.562 | 8e finale    | Arsenal FC: 0-2 (U)                | Finale promotie play-offs > Norwich City FC: 0-2              |
| 2015/16 | EFL Championship | II     | 2         | 24.627 | 3e ronde     | Burnley FC: 1-2 (T)                |                                                               |
| 2016/17 | Premier League   | I      | 19        | 30.449 | kwartfinale  | Manchester City FC: 0-2 (T)        |                                                               |
| 2017/18 | EFL Championship | II     | 5         | 25.544 | 4e ronde     | Brighton & Hove Albion FC: 0-1 (T) |                                                               |
| 2018/19 | EFL Championship | II     | 7         | 23.217 | 4e ronde R   | Newport County AFC: 0-2 (U)        |                                                               |
| 2019/20 | EFL Championship | II     | 17        | 16.466 | 3e ronde R   | Tottenham Hotspur FC: 1-2 (U)      |                                                               |
| 2020/21 | EFL Championship | II     | 10        | --     | 3e ronde     | Brentford FC: 1-2 (U)              |                                                               |
| 2021/22 | EFL Championship | II     | 7         | 21.825 | kwartfinale  | Chelsea FC: 0-2 (T)                |                                                               |
| 2022/23 | EFL Championship | II     | 4         | 26.012 | 3e ronde     | Brighton & Hove Albion FC: 1-5 (T) | halve finale promotie play-offs > Coventry City FC: 0-0 / 0-1 |
| 2023/24 | EFL Championship | II     | 8         | 26.842 | 3e ronde     | Aston Villa FC: 0-1 (T)            |                                                               |
| 2024/25 | EFL Championship | II     | 10        | 25.416 | 3e ronde     | Blackburn Rovers FC: 0-1 (T)       |                                                               |

### Middlesbrough in Europa
Uitslagen vanuit gezichtspunt Middlesborough FC
| Seizoen                                                     | Competitie | Ronde        | Land                          | Club                  | Totaalscore | 1e W    | 2e W        | PUC  |
| ----------------------------------------------------------- | ---------- | ------------ | ----------------------------- | --------------------- | ----------- | ------- | ----------- | ---- |
| 2004/05                                                     | UEFA Cup   | 1R           | Vlag van Tsjechië             | FC Baník Ostrava      | 4-1         | 3-0 (T) | 1-1 (U)     | 12.0 |
|                                                             |            | Groep E      | Vlag van Griekenland          | Egaleo FC             | 1-0         | 1-0 (U) |             | 12.0 |
|                                                             |            | Groep E      | Vlag van Italië               | Lazio Roma            | 2-0         | 2-0 (T) |             | 12.0 |
|                                                             |            | Groep E      | Vlag van Spanje               | Villarreal CF         | 0-2         | 0-2 (U) |             | 12.0 |
|                                                             |            | Groep E (1e) | Vlag van Servië en Montenegro | Partizan Belgrado     | 3-0         | 3-0 (T) |             | 12.0 |
|                                                             |            | 3R           | Vlag van Oostenrijk           | Grazer AK             | 4-3         | 2-2 (U) | 2-1 (T)     | 12.0 |
|                                                             |            | 1/8          | Vlag van Portugal             | Sporting Lissabon     | 2-4         | 2-3 (T) | 0-1 (U)     | 12.0 |
| 2005/06                                                     | UEFA Cup   | 1R           | Vlag van Griekenland          | Skoda Xanthi          | 2-0         | 2-0 (T) | 0-0 (U)     | 21.0 |
|                                                             |            | Groep D      | Vlag van Zwitserland          | Grasshopper Zürich    | 1-0         | 1-0 (U) |             | 21.0 |
|                                                             |            | Groep D      | Vlag van Oekraïne             | Dnipro Dnipropetrovsk | 3-0         | 3-0 (T) |             | 21.0 |
|                                                             |            | Groep D      | Vlag van Nederland            | AZ Alkmaar            | 0-0         | 0-0 (U) |             | 21.0 |
|                                                             |            | Groep D (1e) | Vlag van Bulgarije            | Liteks Lovetsj        | 2-0         | 2-0 (T) |             | 21.0 |
|                                                             |            | 3R           | Vlag van Duitsland            | VfB Stuttgart         | 2-2 u       | 2-1 (U) | 0-1 (T)     | 21.0 |
|                                                             |            | 1/8          | Vlag van Italië               | AS Roma               | 2-2 u       | 1-0 (T) | 1-2 (U)     | 21.0 |
|                                                             |            | 1/4          | Vlag van Zwitserland          | FC Basel              | 4-3         | 0-2 (U) | 4-1 (T)     | 21.0 |
|                                                             |            | 1/2          | Vlag van Roemenië             | Steaua Boekarest      | 4-3         | 0-1 (U) | 4-2 (T)     | 21.0 |
|                                                             |            | F            | Vlag van Spanje               | Sevilla FC            | 0-4         | 0-4     | < Eindhoven | 21.0 |
| Totaal aantal behaalde punten voor UEFA coëfficiënten: 33.0 |            |              |                               |                       |             |         |             |      |

Zie ook:
- Deelnemers UEFA-toernooien Engeland
- Ranglijst van alle clubs die in de diverse Europa Cups zijn uitgekomen

## Bekende (oud-)Boro

### Spelers
- Chuba Akpom
- Afonso Alves
- George Boateng
- Brian Clough
- Viktor Fischer
- Ben Gibson
- Jimmy Floyd Hasselbaink
- Robert Huth
- Ritchie De Laet
- Mido
- Alvaro Negredo
- Ray Parlour
- Michael Reiziger
- Marten de Roon
- Graeme Souness
- Gareth Southgate
- Adama Traoré
- Mark Viduka
- Jelle Vossen
- Jonathan Woodgate
- Boudewijn Zenden

### Trainers
- Michael Carrick
- Aitor Karanka
- Steve McClaren
- Tony Pulis
- Bryan Robson
- Gareth Southgate
- Gordon Strachan
- Neil Warnock